# كرة الشبكة في أستراليا
كرة الشبكة هي من أكثر الألعاب شعبية لدى للنساء في أستراليا. في عام 1985 كانت هناك 347,000 لاعبة أسترالية. في عام 1995، كان هناك أكثر من 360,000 لاعبة أسترالية. أصبحت اللعبة من أكثر الألعاب مشاركة ومشاهدة في معظم انحاء أستراليا. في عام 2005 و 2006، ما يقارب 56,100 من الأستراليين حضروا من مباراة إلى مبارتين من مباريات كرة الشبكة ومايقارب  41600 من العدد الكلي  كانوا من النساء. 46,200 حضر ثلاث إلى خمس مباريات كرة الشبكة، مع 34,400 تلك متفرج. 86,400 حضر ستة أو أكثر من مباريات كرة الشبكة، مع 54,800 متفرج مع كونها رياضة نسائية.  كره الشبكة كانت من ال 10 ألعاب الأكثر شعبية للنساء مع كرة القدم الأسترالية (1,011,300), سباق الخيل (912,200), دوري الرجبي (542,600), السيارات الرياضية (462,100), اتحاد الرجبي (232,400), كرة القدم (212,200), تسخير سباق (190,500), لعبة الكريكيت (183,200) وتنس (163,500) اتم تسجيل الحضور لأحد المباريات مع حشد قياسي متكون من 14,339 وهو الاعلى في أستراليا–نيوزيلندا والذي حدث في سيدني سوبر قبة  في عام 2004.

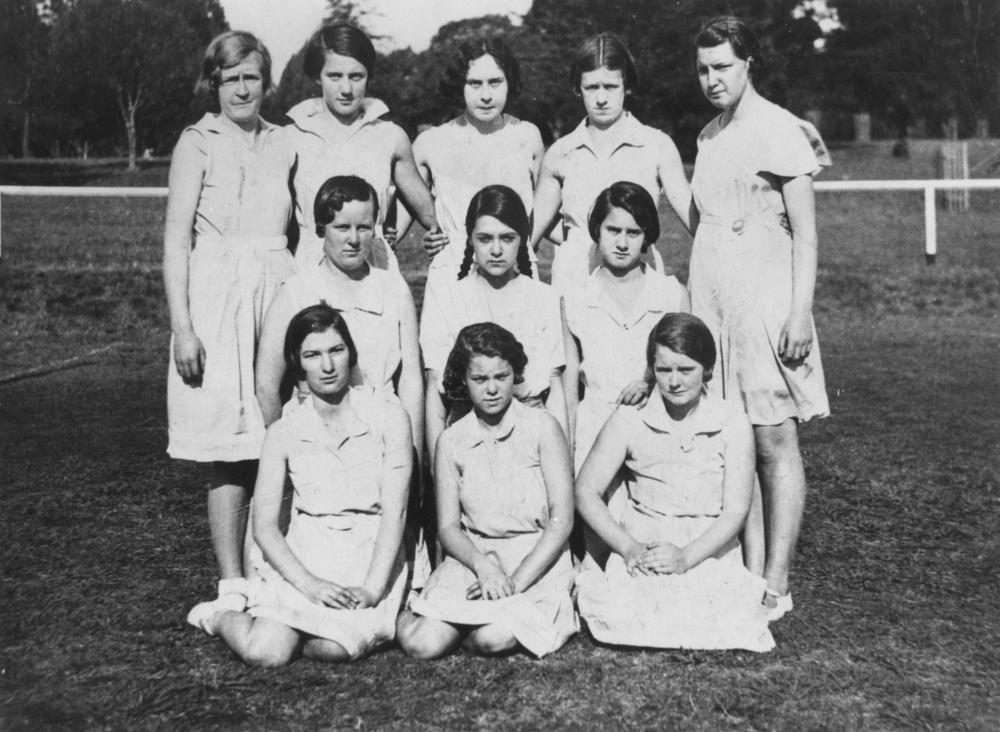
Toowoomba netball team, 1932.

كره الشبكة، في ذلك الوقت تسمى «كرة السلة للسيدات» (يميزها شكل كرة السلة)، قدمت إلى أستراليا يقال في وقت مبكر من عام 1897،  على الرغم من أن معظم المصادر تتفق على أنها نشئت حول بداية القرن 20. الحكومة الأسترالية دعت إلى بطولة وطنية أسترالية، بين الولايات في عام 1928 عندما فازت بها ولاية فيكتوريا. في الجامعات خلال 1930s في أستراليا تمت الكثير من المشاركات في كرة الشبكة  من غير تنظيم ولم تكن هناك حاجة إلى تسجيل اللاعبين. وكان يعتقد أن هذا كان إيجابيا. المنتخب الوطني في أستراليا قام بجولة في إنجلترا في عام 1957. هذه الجولة أسفرت عن اجتماع عدد من دول الكومنولث معا في محاولة توحيد قواعد اللعبة. حملت هذه الرياضة اسم «الشبكة» رسميا في أستراليا في عام 1940. في أستراليا 80% من المشاركات لعبت في أندية كرة الشبكة. في جميع أنحاء أستراليا هناك  تراجع في عدد من أندية كرة الشبكة منذ 1940s. ما بين 1985 و 2003 اثنين فقط من مدن أستراليا الغربية سافرت من أجل المنافسة؛ هذه المدن كانت Brookton و Pingelly. قبل إنشاء ANZ البطولة، الوطني الشبكة الدوري كانت المنافسة الكبيرة في أستراليا. وقد شملت فرق من إقليم العاصمة الأسترالية، New South Wales, كوينزلاند، فيكتوريا، أستراليا الجنوبية وأستراليا الغربية.
على اللاعبين المشاركين في هذه الرياضة أن يكونوا 18 إلى 24 عام، غير متزوجة، أسترالية المولد ووتعمل بدوام كامل. معظم لاعبي المدارس في نيو ساوث ويلز يمارسون اللعب في المدرسة والأصدقاء. الفتيات من خلفيات غير ناطقة بالإنكليزية كانوا يحبون من أجل المتعة والتحدث بالإنجليزية مع نظرائهم. معظم نيو ساوث ويلز على أساس اللاعبين الكبار لعبت كرة الشبكة للمتعة الجسدية فوائد هذه الرياضة.
البلد استضافت العديد من كبرى الدولية الهامة للرياضة الأحداث بما في ذلك:
- في عام 1967 (بيرث) 1991 (سيدني) عالم كرة الشبكة بطولة.[18]
- على الشبكة البطولة في ألعاب الكومنولث عام 2006.[18]
- الدولية 2011 التحدي الرجال ويخلط الشبكة البطولة في بيرث.[18]

اللجنة الوطنية الأسترالية الشبكة الفريق يعتبر أنجح فريق كرة الشبكة. كما حصل على أول بطولة العالم في عام 1963 في إنجلترا، وتسعة من اثني عشر بطولة للعالم. بالإضافة إلى كونه بطل العالم الحالي، الأسترالية تحتل المرتبة الأولى على INF التصنيف العالمي.
فازت أستراليا للرجال في الفضة في بطولة  العالم للشباب بطولة كرة الشبكة في تموز / يوليو 2009 في جزر كوك.